# اسکارلت (رمان)
اِسکارلت (انگلیسی: Scarlet) یک رمان علمی-تخیلی برای نوجوانان در سال ۲۰۱۳ است که توسط نویسندۀ آمریکایی مریسا مایر نوشته و توسط انتشارات مک میلن منتشر شده است. این دومین رمان از مجموعۀ سلسله‌ی لونار و دنبالۀ سیندر است. داستان کاملاً بر اساس افسانۀ شنل قرمزی است، شبیه به سیندر که بر اساس سیندرلا ساخته شده بود.